# Abbo (Bischof von Verdun)
Abbo († 716) amtierte von 715 bis 716 als Bischof von Verdun.
Über Abbos Leben ist wenig bekannt. Er war Lehrer der Klosterschule und Novizenmeister der Abtei Tholey im Bistum Trier. Zu seinen Schülern zählte Bertalamius. Dieser verehrte seinen Lehrer sehr und erreichte, dass Abbo trotz dessen hohen Alters zu seinem Nachfolger als Bischof von Verdun nominiert wurde. Während Abbos kurzem Episkopat litt die Diözese Verdun unter dem nach dem Tod Pippins des Mittleren ausgebrochenen Krieg zwischen Austrasien und Neustrien.